# Live in Mexico City
Live in Mexico City è un album live dei King Crimson, pubblicato solo su Internet per il download nel 1999. Alcune delle tracce presenti sono tuttavia inserite in altri dischi live come: Cirkus: The Young Persons' Guide to King Crimson Live (1999) e Vrooom Vrooom (2001).

## Tracce
1. "Dinosaur” (Adrian Belew, Bill Bruford Robert Fripp, Trey Gunn, Tony Levin, Pat Mastelotto)
2. “One Time” (Belew, Bruford, Fripp, Gunn, Levin, Mastelotto)
3. “VROOOM VROOOM” (Belew, Bruford, Fripp, Gunn, Levin, Mastelotto)
4. “B'Boom” (Belew, Bruford, Fripp, Gunn, Levin, Mastelotto)
5. “THRAK” (Belew, Bruford, Fripp, Gunn, Levin, Mastelotto)
6. “Sex Sleep Eat Drink Dream” (Belew, Bruford, Fripp, Gunn, Levin, Mastelotto)
7. “The Talking Drum” (Bruford, David Cross, Fripp, Jamie Muir, John Wetton)
8. “Larks' Tongues in Aspic (Parte II)” (Fripp)
9. “Neurotica” (Belew, Bruford, Fripp, Levin)
10. “21st Century Schizoid Man” (Fripp, Michael Giles, Greg Lake, Ian McDonald, Peter Sinfield)
contiene:
* “Mirrors”
11. “Prism” (Pierre Favre)
12. "Red” (Fripp)

## Formazione
- Robert Fripp - chitarra
- Adrian Belew - chitarra, voce
- Tony Levin - basso elettrico, Chapman stick
- Trey Gunn - Chitarra Warr
- Bill Bruford - batteria, percussioni
- Pat Mastelotto - batteria, percussioni
- Ronan Chris Murphy - missaggio